# 法语深入学习文凭

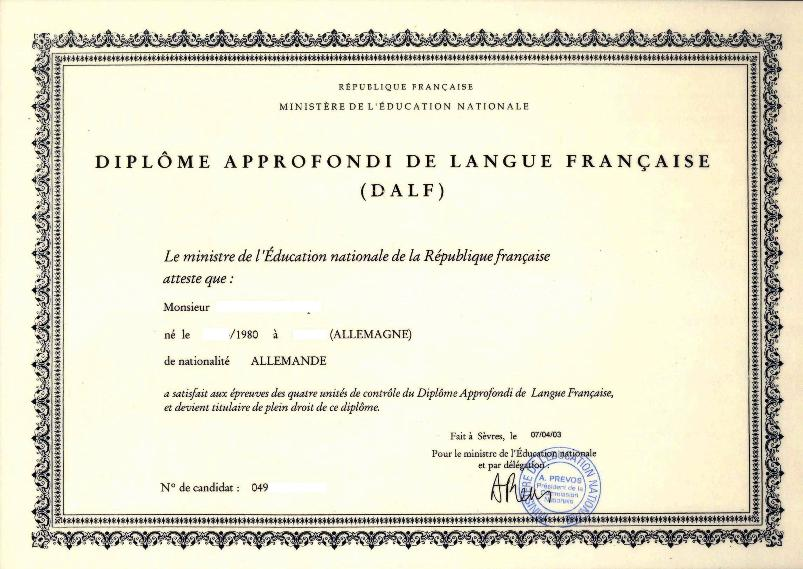
文凭样本

法语深入学习文凭（Diplôme approfondi de langue française），简称DALF，是由法国教育部国际教育研究中心（CIEP）为非母语人士颁发的法语能力文凭。它由两个独立的文凭组成，分别对应欧洲共同语言参考标准的C1和C2两个最高级别。C2级别是该框架可达到的最高级别，代表法语掌握和熟练程度。A1至B2级别的语言能力由法语学习文凭认证。

## 考试

### DALF C1
DALF C1 的语言使用者能够独立自主地表达自己的想法。他们拥有丰富的词汇量，能够选择恰当的表达方式来引导自己的评论。他们能够流畅地、自如地进行清晰、结构良好的论述，并能够熟练地运用各种结构。DALF C1 考试由四个部分组成。每个部分的总分从0到25分，总分为100分。最低50分，每部分至少5分，才能通过考试。
- 口语理解（40分钟）
- 书面理解（50分钟）
- 书面表达，包括一篇综合文章和一篇短文（2小时30分钟）
- 口语表达，包括基于文本的陈述和与评审团的讨论（30分钟；准备时间1小时）

### DALF C2
DALF C2考生的语言能力体现在表达的精准性、恰当性和流利性上。C2考生能够将语言用于商业、学术和其他高级用途。DALF C2考试由两部分组成。每部分分数从0到50分，总分为100分。考试最低要求50分，每部分至少10分。
- 口头理解与写作，包括陈述和与评审团的讨论，基于15分钟录音（听两次，共30分钟；准备时间1小时）
- 书面理解与写作，包括根据约2000字的文件撰写结构化文本（3小时30分钟）